# 利特基 (赫梅利尼茨基州)
49°15′56″N 27°21′22″E / 49.26556°N 27.35611°E
利特基（羅馬化：Litky）是位於烏克蘭西部的村莊，由赫梅利尼茨基州裡赫梅利尼茨基區的德拉日尼亞市鎮負責管轄。該村處於沃夫喬克河畔，始建於1497年，面積1.51平方公里，海拔高度296米，2001年人口390。